# Amtsgericht Neusalz
Das Amtsgericht Neusalz war ein preußisches Amtsgericht mit Sitz in Neusalz.

## Geschichte
In Neusalz bestand von 1849 bis 1879 die Gerichtskommission Neusalz des Kreisgerichts Freystadt. Das königlich preußische Amtsgericht Neusalz wurde mit Wirkung zum 1. Oktober 1879 als eines von 14 Amtsgerichten im Bezirk des Landgerichtes Glogau im Bezirk des Oberlandesgerichtes Breslau gebildet. Der Sitz des Gerichtes war Neusalz. Sein Gerichtsbezirk umfasste aus dem Landkreis Freystadt i. Niederschles. den Stadtbezirk Neusalz und die Amtsbezirke Neusalz und Alt Tschau. Am Gericht bestand 1880 eine Richterstelle. Das Amtsgericht war damit ein kleines Amtsgericht im Landgerichtsbezirk. In Folge der Weltwirtschaftskrise wurden 60 Amtsgerichte auf Grund von Sparverordnungen aufgehoben. Mit der Verordnung über die Aufhebung von Amtsgerichten vom 30. Juli 1932 wurde das Amtsgericht Carolath zum 30. September 1932 aufgehoben und sein Sprengel (Landgemeinden Aufhalt, Lippen und Tschiefer und der Gutsbezirk Tschiefer) dem Amtsgericht Neusalz zugeordnet.
Im Jahre 1945 wurde der Amtsgerichtsbezirk unter polnische Verwaltung gestellt, und die deutschen Einwohner wurden vertrieben. Damit endete auch die Geschichte des Amtsgerichtes Neusalz.